# Carrière antique de la Corderie
La carrière antique de la Corderie est un site archéologique situé dans le 7e arrondissement de Marseille, quartier Saint-Victor, boulevard de la Corderie. Découverte à l'occasion de travaux d'archéologie préventive en 2016-2017, cette carrière servait à l'extraction des matériaux de construction nécessaires à l'établissement de la colonie grecque de Massalia. Elle fut utilisée du VIe siècle av. J.-C. à l'époque romaine dans le cadre de la production de blocs monumentaux destinés à la construction ainsi que de sarcophages.

## Histoire
Marseille est traditionnellement considérée comme la plus vieille ville de France et fut fondée par des colons grecs venus de Phocée vers l'an 600 avant J.-C. ; la cité porte alors le nom de Massalia, et va connaître un développement économique et urbain considérable du fait notamment de ses rapports avec l'arrière-pays celtique vers et depuis lequel elle canalise les échanges commerciaux (vin, métaux précieux, etc.). La ville perdure jusqu'à l'époque romaine et la conquête de la Gaule, puis s'intègre par la suite dans la province de Narbonnaise.

### Un matériau local bien connu
Le calcaire de Saint-Victor est connu pour avoir été utilisé par les Grecs et les Romains durant l'Antiquité notamment pour la réalisation d'éléments architecturaux. L'emplacement exact de la carrière de calcaire Saint-Victor alimentant les chantiers de la ville n'était cependant pas connu précisément. Le gisement mis au jour sur le site de la Corderie est — selon les études géomorphologiques menées par l'INRAP — issu d'un paléochenal de rivière ayant circulé dans la zone[pas clair] il y a près de 26 000 ans[réf. nécessaire]. Les conditions spécifiques de formation de cette roche et ses altérations propres permettent selon Michel Bats de parler de calcaire de la Corderie.

### La découverte
Au cours du mois de juillet 2016, la mairie de Marseille procède à la vente du terrain de la Corderie. Le promoteur immobilier Vinci se porte acquéreur de la parcelle de 6 000 m2 en vue de la construction d'un immeuble de 109 logements et d'un parking souterrain de trois niveaux. Conformément aux dispositions légales concernant l'aménagement du territoire, un diagnostic archéologique est réalisé par l'INRAP, qui met rapidement au jour, entre avril et juin 2017, un atelier de production de sarcophages, ainsi qu'une carrière de calcaire dont l'utilisation remonte à la fondation historique de la cité grecque de Marseille, vers 600 av. J.-C.. L'extraction du calcaire s'est faite tout au long de l'histoire de la ville, creusant ainsi la zone sur plus de 6 m de profondeur. Il s'agit d'une des plus vieilles carrières du bassin méditerranéen et la plus vieille de la Gaule d’après Jean-Claude Bessac, archéologue spécialiste des carrières antiques,.

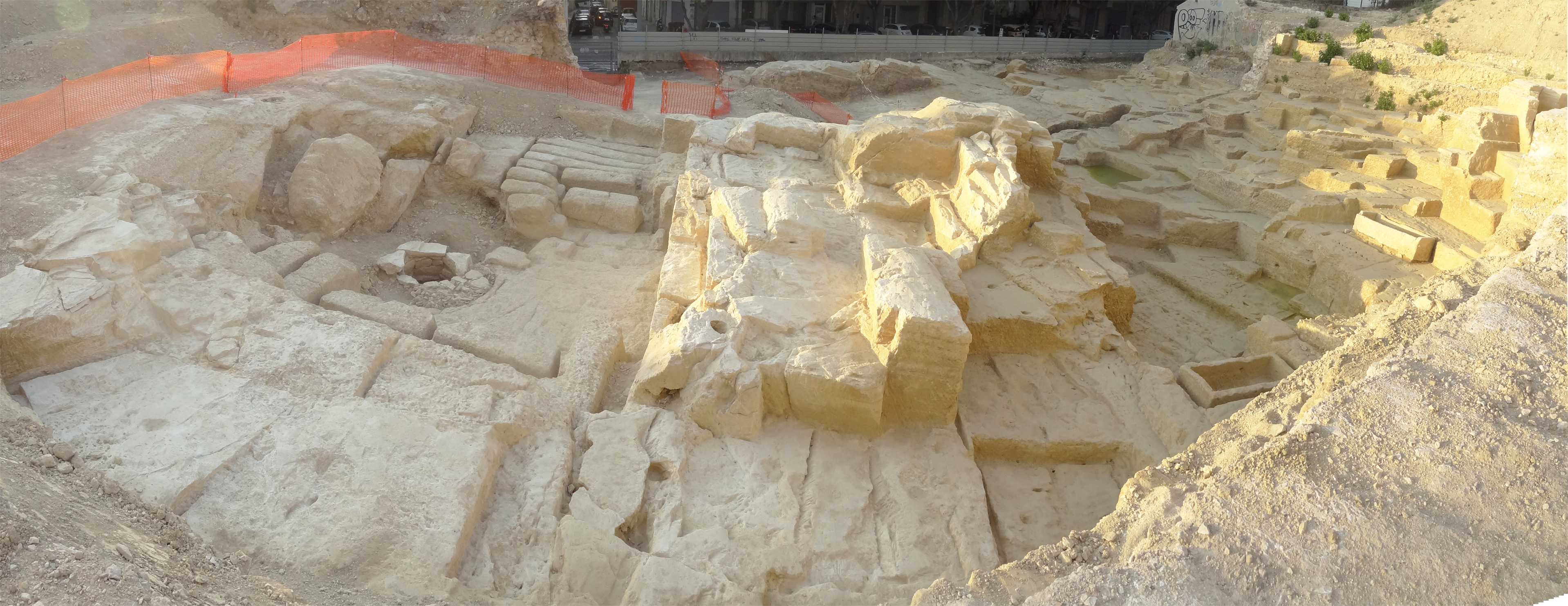
Panorama de la zone des fouilles de la carrière de la Corderie. On peut y apercevoir des cuves de sarcophages laissées en place, et les marches formées par l'extraction de grands blocs.

Selon Philippe Mellinand de l'INRAP : « elle n'a d'ailleurs que peu d'équivalents connus dans le monde grec car ce sont le plus souvent les carrières de marbre qui ont retenu l'attention des chercheurs ». Parmi ses rares éléments de comparaison, on peut noter Sélinonte et Syracuse en Sicile puis en Grèce à Thasos.

## Le site et ses fonctions

### Une carrière liée à la fondation
Selon les archéologues ayant fouillé et analysé le site, la carrière était le lieu de plusieurs activités et productions. D'une part, des blocs destinés à la construction monumentale (tambours et fûts de colonnes, grands blocs d'opus quadratum, par exemple), mais aussi un atelier de production de sarcophages en calcaire, attesté par les traces de toute la chaîne opératoire de leur fabrication, de l’ébauche à la cuve, en passant par la mise en place d'un tracé de calepinage préalable à la taille. Une de ces cuves a même été retrouvée en place, achevée mais présentant des défauts donc n'ayant jamais servi. Ce premier groupe d'activité constitue la première phase d'occupation du site.

### L'époque hellénistique
Au cours du IIe siècle av. J.-C., la carrière connaît une seconde vie avec la mise en place d'une seconde brèche. On y extrait de nouveau des blocs monumentaux pour la construction en grand appareil. Certains de ces blocs furent retrouvés sur place, abandonnés du fait de défauts rendant impossible leur mise en œuvre dans un édifice. Une autre activité d'extraction d'époque romaine semble s'être ensuite développée, attestée par un graffito pouvant être la trace d'un compte de carriers romains.

### Un gisement pour l'urbanisme massaliote antique
L'analyse tracéologique des vestiges de la carrière ont permis de mettre en évidence l'utilisation d'outils traditionnels de la taille de pierre : pic, escoude, coins et leviers. La découverte de la carrière permet, selon les archéologues, de compléter en partie le complexe chapitre de l'histoire de la construction massaliote : de nombreux blocs de calcaire de Saint-Victor furent en effet découverts dans d'autres lieux de la ville fouillés par le passé, mis en œuvre dans des édifices portuaires, religieux, ou défensifs, mais leur lieu d'extraction n'avait jamais été mis au jour,,.

## Statut patrimonial et juridique

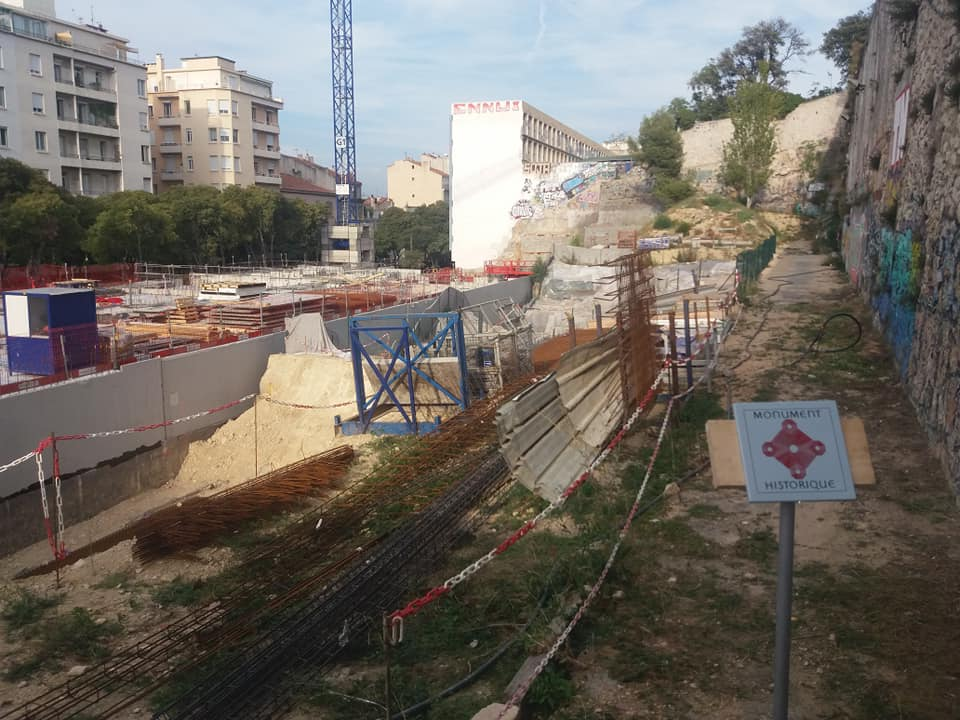
Panneau sur le site signalant son statut de monument historique.

Les vestiges archéologiques situés boulevard de la Corderie font l'objet d'un classement au titre des monuments historiques par arrêté du 13 septembre 2018, en tant que propriété privée et de l'État.

## Polémique autour de la destruction du site
La mise au jour de la carrière de la Corderie fut rapidement l'objet d'une polémique politique et médiatique. L'hypothèse de la destruction du site pour la construction effective de logements par le groupe Vinci fut à l'origine d'un certain nombre de pétitions et d'oppositions, tantôt à l'initiative de riverains, tantôt par le biais de la presse culturelle spécialisée. Cette polémique prend rapidement une ampleur médiatique engageant notamment la position de la ministre de la Culture quant au classement éventuel du site. De nombreux archéologues s'engagent pour la conservation intégrale du site pour ses intérêts scientifiques, historiques patrimoniaux et esthétiques, comme Alain Nicolas, Jean Claude Bessac, Xavier Lafon, Michel Bats, Antoine Hermary, Michel Villeneuve .

### Première mobilisation: obtenir le classement du site
Localement, les scandales archéologiques ne sont pas une nouveauté à Marseille, puisque dans les années 1960 le projet d'ensevelir ce qui devint le Jardin des Vestiges sous un parking souterrain avait déclenché une mobilisation conséquente. La presse locale dénonce assez tôt les rapports entre le groupe Vinci et la mairie comme étant à l'origine de l'absence de démarche de classement du site.
Deux pétitions atteignent plusieurs milliers de signatures, notamment l'une d'entre elles initiée par Jean-Noël Bévérini qui atteint presque 16 000 signataires. La mobilisation citoyenne, ainsi que l'intervention de plusieurs figures politiques (Jean-Luc Mélenchon notamment), débouche rapidement sur une intervention de la ministre de la Culture, Françoise Nyssen, qui propose un classement partiel du site archéologique au titre des monuments historiques. Cette décision concerne 635 m2 sur les 4 200 m2 fouillés par l'INRAP. La ministre annonce par ailleurs la mise en place d'un parcours pour permettre au public d'y accéder en permanence. « La position de l'Etat est une position d'équilibre entre la nécessaire préservation du patrimoine et le non moins nécessaire aménagement du territoire », déclare-t-elle au journal La Provence le 29 juillet 2017.
Le 2 août 2017, cependant, une pelle mécanique du groupe Travaux du Midi détruit une partie des vestiges sur une bande de 50 mètres de long par 6  à   10 mètres de large le long du boulevard de la Corderie,. Des habitants du quartier interviennent alors pour faire arrêter le chantier. Les vestiges sont à ce moment recouverts de tissus gris (intissé destiné aux travaux de terrassement) et de sable gris.
Une suite de manifestations est alors organisée les 3 et 4 août 2017. Le site est occupé par une cinquantaine de défenseurs pour empêcher la reprise des travaux. Face à la mobilisation, Vinci et la préfecture prennent l'engagement par écrit de cesser les travaux au 31 août.

### Un scandale politique?
Le 31 août, le journal La Provence révèle que Vinci et la mairie de Marseille connaissaient la présence d'une carrière à cet emplacement à la suite de sondages archéologiques menés en 2002 mais que cette information aurait été cachée y compris à l'architecte de l'immeuble en projet.
Une réunion se tient le 31 août à la préfecture de région à huis clos avec une trentaine de personnes politiques, des représentants du CIQ de Saint-Victor et quelques archéologues amenés par le CIQ et des journalistes. Cette réunion ne débouche sur aucun accord.
Dès le 4 septembre, la mobilisation des opposants reprend devant le site archéologique et Françoise Nyssen confirme le même jour son intention de ne classer que 635 m2 sur le rapport du préfet à la suite de la réunion publique. Le 21 septembre 2017, Emmanuel Macron, président de la République, durant sa visite à Marseille pour voir le site des épreuves de voile des jeux olympiques d'été de 2024, est interpellé par huit défenseurs du site archéologique, lui demandant de s'occuper du dossier, ce à quoi il répond : « Je m'en s'occupe, la ministre de la Culture viendra sur le site dans les prochaines semaines ». Jean-Claude Gaudin, maire de Marseille, agacé, déclare alors : « Cela coûterait trop cher de tout conserver, ils ne veulent pas de logement, ils sont contre l'immeuble ».
Quelques jours plus tard, Vinci annonce que la société suspend les travaux jusqu'à nouvel ordre. Cette information est confirmée par une chargée de la communication de Vinci à France 3.
En octobre 2017, au cours d'une visite à Marseille la ministre de la Culture déclare en conférence de presse qu'elle ne reviendrait pas sur la décision scientifique et patrimoniale annoncée auparavant,.
Le site archéologique a été détruit à 80% à coups de pelle mécanique le 11 décembre 2017 alors que commençait un conseil municipal dans lequel devait être examiné une délibération concernant l'ouverture du site neuf jours par an aux scolaires et quatre jours au public, deux jours pour les journées de l'archéologie et deux jours pour les journées du Patrimoine. Tout ce qui n'était hors du périmètre a été broyé[pas clair].
Le 13 décembre 2017, les travaux de construction des logements débutent sur la parcelle, après que tous les recours des opposants (riverains, associations, défenseurs du patrimoine) ont été épuisés et après de nombreuses manifestations et quelques bousculades devant les engins de travaux engagés dans la destruction de la partie non classée du site. La mairie déclare alors que les visites du site classé ne seront possibles que neuf jours par an, trente personnes à la fois au maximum. Face aux protestations de l'opposition, le maire de la ville, Jean-Claude Gaudin, déclare que « Si l'accès est trop restrictif nous ferons un effort pour qu'il le soit moins. Nous n'allons pas interdire aux gens de voir ces 635 m² ». L'opposition municipale de gauche dénonce un carnage patrimonial.
Les travaux de construction de l'immeuble ont commencé en janvier 2018[réf. nécessaire].
Le 13 septembre 2018, le site est classé monument historique par Françoise Nyssen et un panneau sur un poteau provisoire est placé à sa demande, derrière le grille sur le chemin longeant le rempart de Louis XIV[réf. nécessaire].
Au printemps 2023, l’association ART 13 et le collectif des défenseurs de la carrière antique de la Corderie déposent un recours en annulation d'une décision préfectorale du 24 octobre 2022 accordant l'autorisation de ré-enfouissement des vestiges de la carrière antique de la Corderie. 

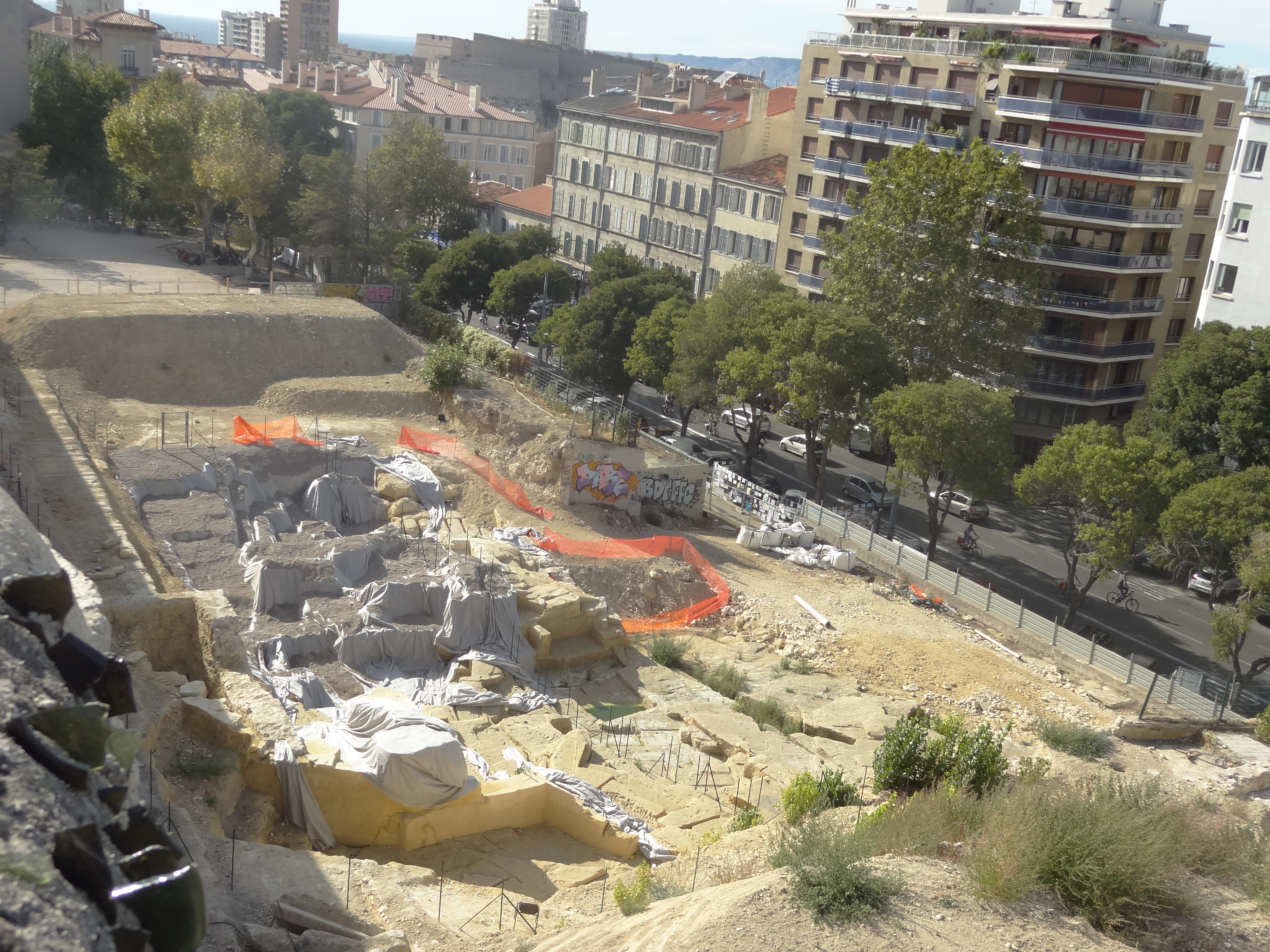
Vue générale du site datant du 7 août 2017, on y voit les principaux vestiges recouverts de géotextile et de sable destinés à la protection.
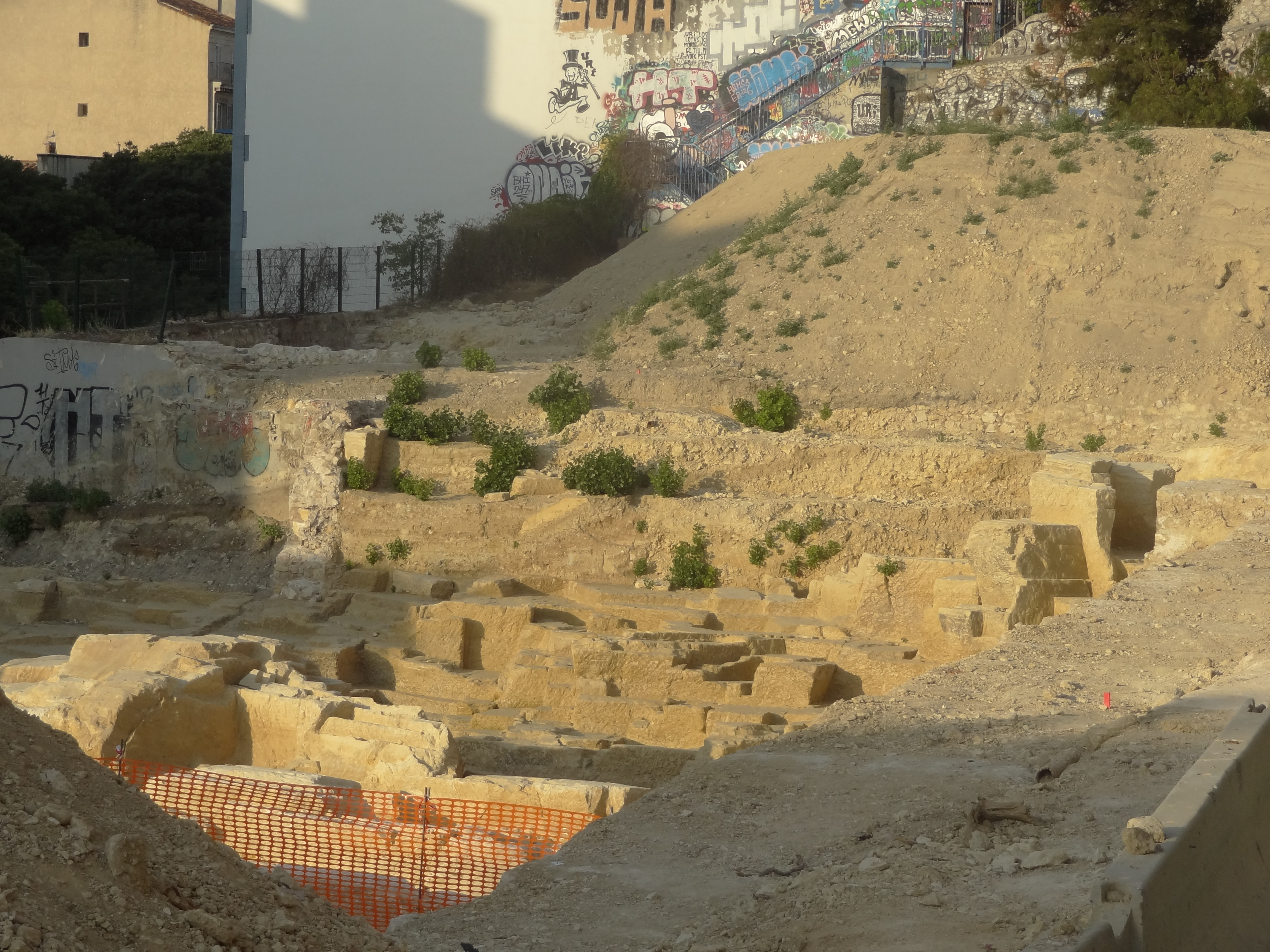
Vue générale de la zone d'exploitation romaine de la carrière.
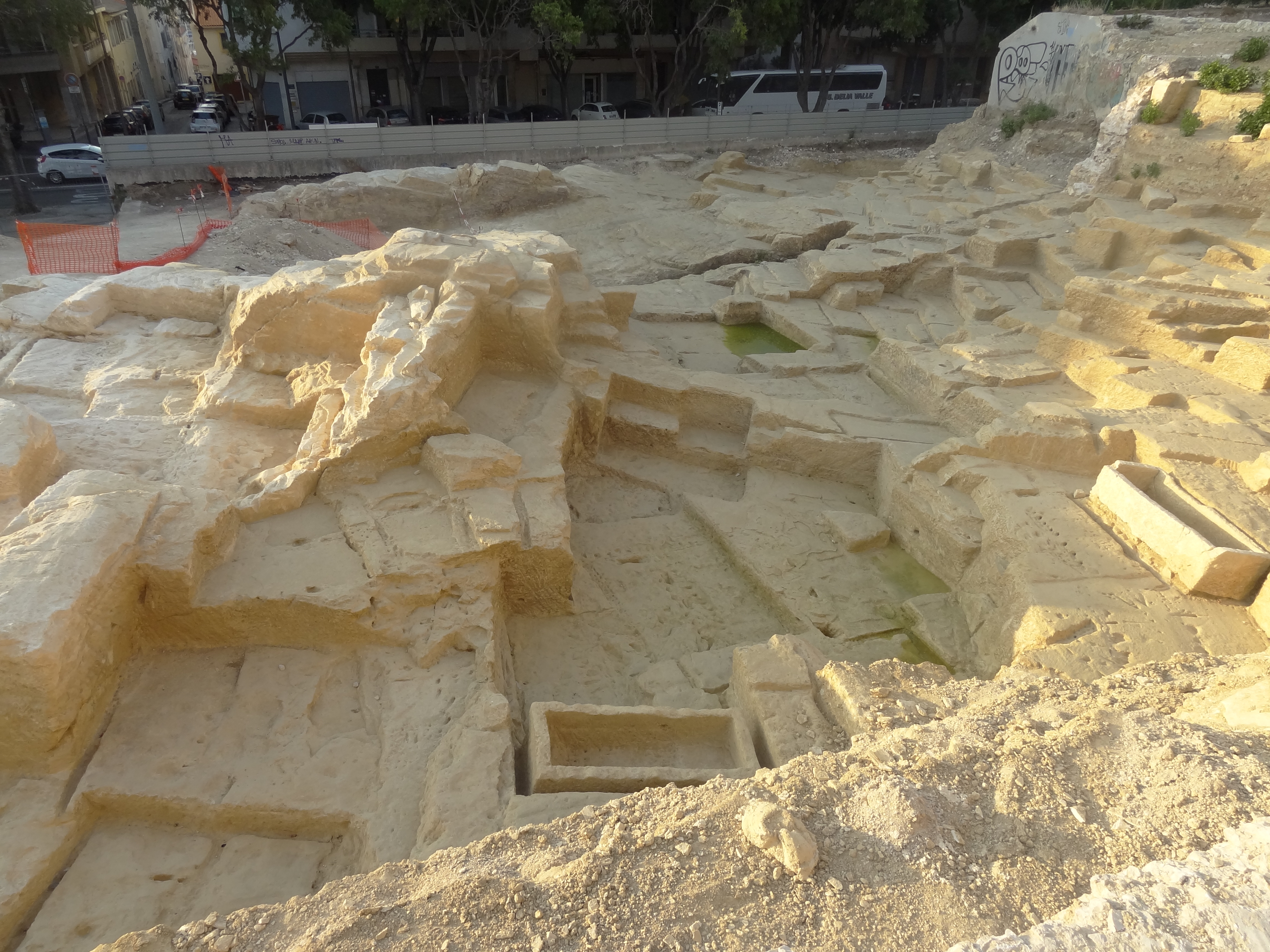
Vue de la carrière, comprenant des cuves de sarcophages laissés en place en cours d'extraction.
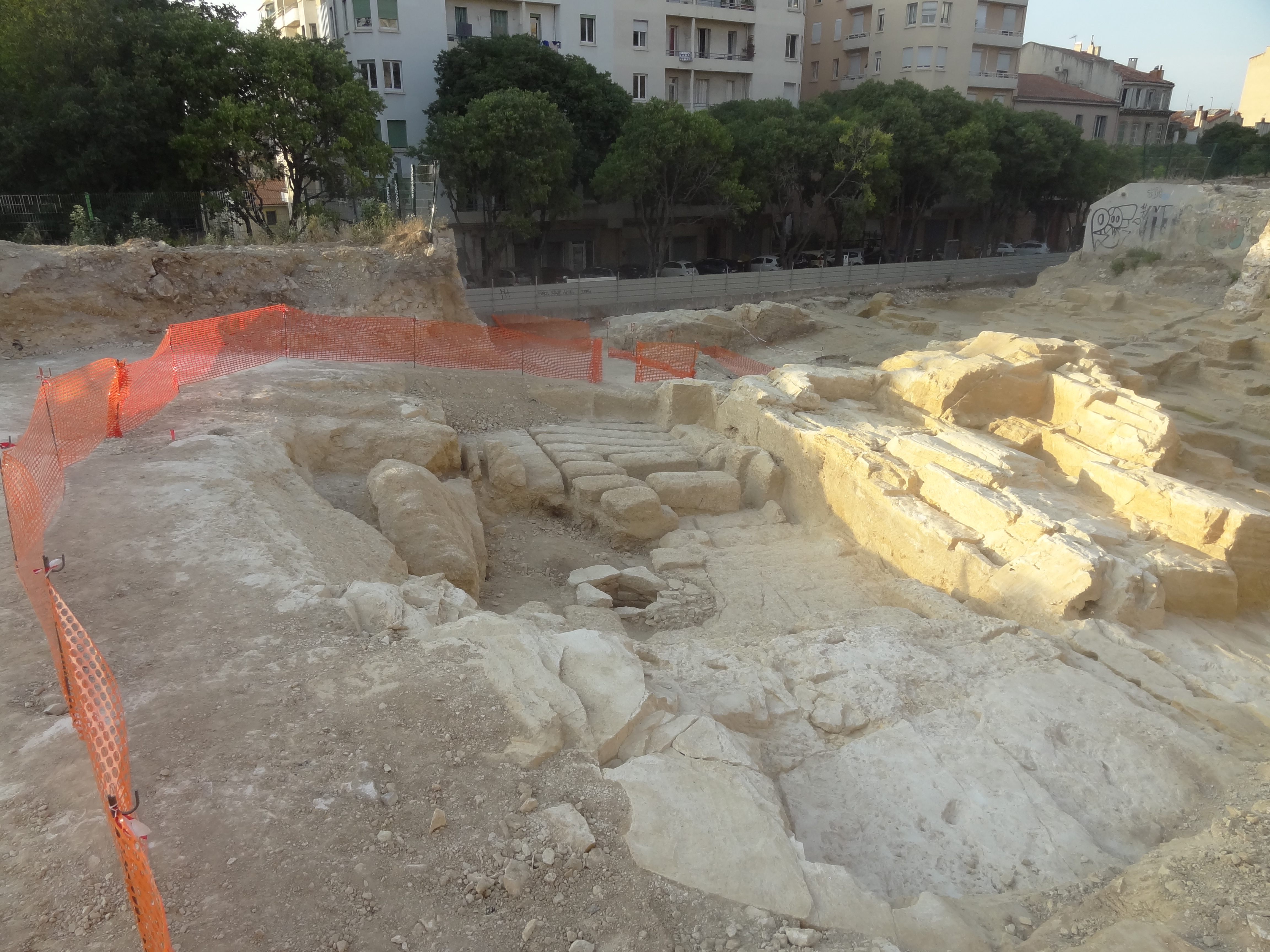
Zone d'exploitation de la carrière à l'époque hellénistique. Certains blocs sont encore en place.
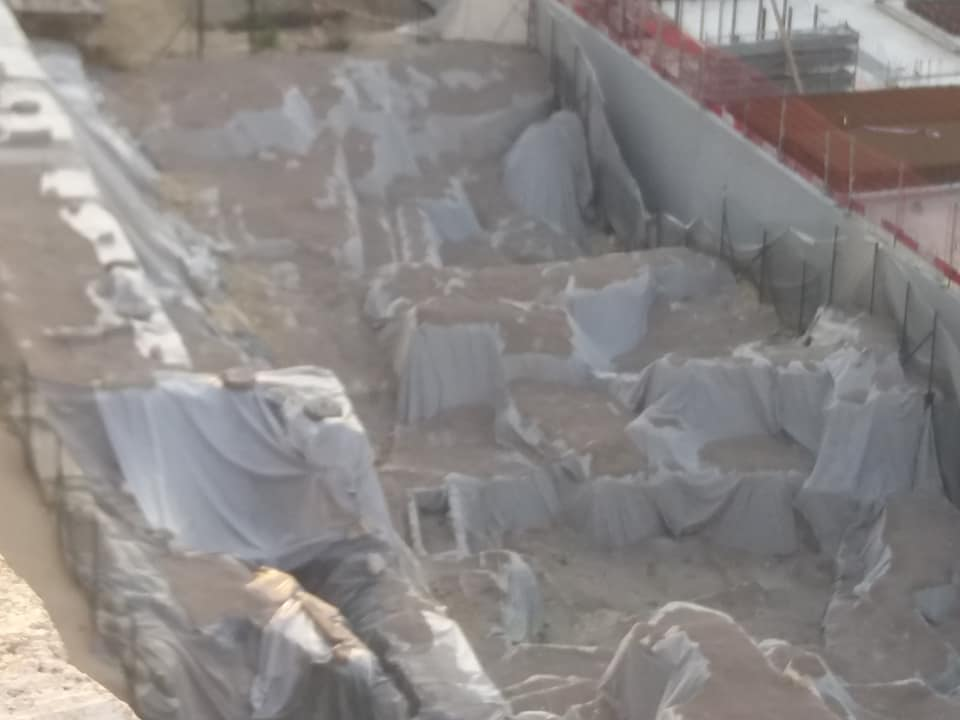
La carrière protégée par le géotextile et du sable lors de la construction du projet immobilier.